# Warriors (album)
Pour les articles homonymes, voir Warrior.
Albums de Gary Numan
I, Assassin
(1982) Berserker
(1983)
Warriors est le 8e album studio de Gary Numan, enregistré en 1983, le dernier à paraitre sur Beggars Banquet Records.
Une version remasterisée est sortie sur CD en 2002, avec 6 chansons supplémentaires.

## Titres
1. "Warriors" – 5:50
2. "I Am Render" – 4:56
3. "The Iceman Comes" – 4:25
4. "This Prison Moon" – 3:18
5. "My Centurion" – 5:22
6. "Sister Surprise" – 8:29
7. "The Tick Tock Man" – 4:22
8. "Love Is Like Clock Law" – 4:00
9. "The Rhythm of the Evening" – 5:54

- I Am Render Ce titre est le seul que Gary Numan n'a pas composé. Il est l'œuvre de John Webb. Le texte est basé sur la nouvelle de science fiction de Roger Zelazny Le Maître des rêves, dont le héros est le Dr Charles Render.

- My Centurion Cette chanson relate un accident d'avion qui aurait pu être fatal à Gary Numan en 1982.

### Chansons supplémentaires sur la version réédité de 2002
1. "Poetry and Power" ("Sister Surprise" Face-B) – 4:25
2. "My Car Slides (1)" ("Warriors" Face-B) – 3:01
3. "My Car Slides (2)" ("Warriors" Face-B) – 4:42
4. "Nameless and Forgotten" – 5:02
5. "Sister Surprise" (version single) – 4:52
6. "Warriors" (version complète) – 7:30

## Personnel
- Gary Numan : chant, claviers, guitares
- Bill Nelson : guitares, claviers, chœurs sur Poetry and Power
- Chris Payne : claviers, alto
- John Webb : claviers, percussions
- Terry Martin : claviers sur The Tick Tock Man
- Russell Bell : guitares
- Joe Hubbard : basse
- Dick Morrissey : saxophone
- Cedric Sharpley : batterie, percussions
- Tracy Ackerman : chœurs